# Ikindija-namaz
Ikindija ili ićindija (tur. ikindi: drugi ) nàmāz je koji je propisan od Alaha Aze we đelle. Sastoji se od četiri rekata odnosno stajanja (kijam), kiraeta (čitanje Kurana), ruku'a (pregiba) i sedžde (padanja ničice). Prorok Muhamed kaže za namaz da je veličanje Alaha, hvaljenje Alaha te sjećanje na Alaha (kroz čitanje Kurana tj. kiraet). Taj namaz zove se i srednji namaz. Ikindija nastupa kada sunce prođe polovinu neba odnosno kada sjenka postane duplo veća od predmeta koji se mjeri. Počinje na sredini između podneva i akšama, odnosno kada sjena nekog predmeta poraste za jednu duljinu predmeta i traje do zalaska Sunca. Treća u danu od pet muslimanskih molitava (namaza). Druga je molitva nakon podneva. Prigodom hadžiluka, prije dolaska na Arafat, hodočasnici klanjaju spojeno i skraćeno podne i ikindiju namaz, u vremenu za podne namaz.